# Khim Tit
Khim Tit (tiếng Khmer: ឃឹម ទិត; 1896 – 1975?) là chính khách Campuchia từng giữ chức Thủ tướng Campuchia một thời gian ngắn từ tháng 4 đến tháng 7 năm 1956.